# Halicyclops exiguus
Halicyclops exiguus är en kräftdjursart som beskrevs av Andreas Kiefer 1934. Halicyclops exiguus ingår i släktet Halicyclops och familjen Cyclopidae. Inga underarter finns listade i Catalogue of Life.